# Вероярви
Вероярви (фин. Vääräjärvi, букв.: Кривое озеро) — озеро на Карельском перешейке во Всеволожском районе Ленинградской области, в восточной части посёлка Токсово. Одно из токсовских озёр ледникового происхождения (более крупные и известные из которых — Кавголовское и Хепоярви). Площадь зеркала озера 0,2 км², глубины небольшие. Имеет сложную форму, из-за чего и получило название «Кривое». Высота над уровнем моря 59 м.
Входит в особо охраняемую зону «Охраняемый природный ландшафт озера Вероярви», имеющую площадь 0,42 км² (включая акваторию) (по другим данным — 0,518 км²). Эта территория представляет собой фрагмент типичного для юга Карельского перешейка камового рельефа. Побережье озера представлено пологими песчаными холмами, рядом сохранились участки сосновых и мелколиственных лесов, в понижении к северо-востоку располагается небольшое болото. По береговой линии тянется вереница пляжей и тропинок; некоторые участки, примыкающие к озеру на севере, застроены.
В 1770-е годы и в начале XIX века на токсовских озёрах велись масштабные гидротехнические работы. Были проложены Петровский канал от Хепоярви к северо-восточной части Вероярви и Комендантский канал из северо-западной части озера Вероярви к речке Токса, левому притоку Охты, регулирование поступления воды в которую требовалось для функционирования Петербургских пороховых заводов. Построенные тогда каналы и сооружения находятся сейчас в заброшенном состоянии.
В Токсово, в непосредственной близости от Вероярви, имеется улица под названием «Кривое Озеро».
Окрестности озера являются весьма привлекательным местом для летнего пляжного и зимнего лыжного отдыха петербуржцев. Ввиду особого охранного статуса территории озера Вероярви, застройка её дачами и элитными коттеджами носит ограниченный характер — но тем не менее периодически возникают конфликты на эту тему и проводятся акции протеста против незаконного захвата земель.